# Le Courrier de Washington
Pour plus de détails, voir Fiche technique et Distribution.
Le Courrier de Washington (titre original : Pearl of the Army) est un film muet américain — en dix épisodes dans la version française — réalisé par Edward José, sorti en 1916 aux États-Unis et en 1917 en France.
Produit par Astra Film Corporation et distribué en France par Pathé Frères, Le Courrier de Washington est l'adaptation française en dix épisodes du serial Pearl of the army qui en comptait quinze dans la version originale. La sortie de Pearl of the army débuta aux États-Unis le 3 décembre 1916. 
Ce film à épisodes en noir et blanc a pour principaux interprètes Pearl White, Ralph Kellard et Marie Wayne .

## Fiche technique
- Titre : Le Courrier de Washington
- Titre original : Pearl of the Army
- Réalisation : Edward José
- Scénario : Edward José, George Brackett Seitz, Guy McConnell
- Société de production : Astra Film Corporation
- Société de distribution : Pathé Consortium Cinéma
- Pays d'origine :  États-Unis
- Langue : film muet avec les intertitres  en anglais américain
- Format : Noir et blanc — 35 mm — 1,33:1 — Muet
- Métrage total :  6 045 mètres
- Métrage par épisode : 645 mètres (1er épisode) ; 580 mètres (2e épisode) ; 630 mètres (3e épisode) ; 480 mètres (4e épisode) ; 595 mètres (5e épisode) ; 640 mètres (6e épisode) ; 705 mètres (7e épisode) ; 570 mètres (8e épisode) ; 610 mètres (9e épisode) ; 590 mètres (10e épisode)
- Genre : Film policier, Film d'aventure
- Durée totale : 201 minutes (3 h 20)
- Durée par épisode : 21 minutes et 30 secondes (1er épisode) ; 19 minutes et 20 secondes (2e épisode) ; 21 minutes (3e épisode) ; 16 minutes (4e épisode) ; 19 minutes et 50 secondes (5e épisode) ; 21 minutes et 20 secondes (6e épisode) ; 23 minutes et 30 secondes (7e épisode) ; 19 minutes (8e épisode) ; 20 minutes et 20 secondes (9e épisode) ;  19 minutes et 40 secondes (10e épisode)
- Numéro de catalogue Pathé : 7988 (1er épisode) ; 7989 (2e épisode) ; 7990 (3e épisode) ; 7991 (4e épisode) ; 7992 (5e épisode) ; 7993 (6e épisode) ; 7994 (7e épisode) ; 7995 (8e épisode) ; 7996 (9e épisode) ; 7997 (10e épisode).
- Dates de sortie :
  -  États-Unis : 3 décembre 1916
  -  France : 5 octobre 1917 (1er épisode) au 31 décembre 1917 (10e épisode)

## Distribution
- Pearl White
- Ralph Kellard
- Marie Wayne
- Theodore Friebus
- Floyd Buckley

## Liste des épisodes
Dans la version originale
1. The Traitor
2. Found Guilty
3. The Silent Menace
4. War Clouds
5. Somewhere In Grenada
6. Major Brent's Perfidy
7. For The Stars and Stripes
8. International Diplomacy
9. The Monroe Doctrine
10. The Silent Army
11. A Million Volunteers
12. The Foreign Alliance
13. Modern Buccaneers
14. The Flag Despoiler
15. The Colonel's Orderly

Dans la version française
1. Mission secrète
2. La Menace silencieuse
3. Une Épée brisée
4. La Disparition du médaillon
5. L'Adversaire se démasque
6. La Fleur fanée
7. Coup d'audace
8. L'U.S. 27
9. Le Drapeau noir
10. Le Triomphe d'une patriote